# Бокс на літніх Олімпійських іграх 2020 — до 75 кг (чоловіки)
Змагання з боксу у ваговій категорії до 75 кілограм серед чоловіків на літніх Олімпійських іграх 2020 пройшли з 26 липня по 7 серпня 2021 року. Участь взяли 25 спортсменів з 25 країн.

## Призери
| Золото                | Срібло                 | Бронза                                |
| Еберт Консейсау (BRA) | Олександр Хижняк (UKR) | Гліб Бакши (ROC) Еумір Марсіаль (PHI) |

## Кваліфікація
Національний олімпійський комітет (НОК) кожної країни може бути представлений лише 1 спортсменом у кожній ваговій категорії. Для боксерів середньої вагової категорії розраховано 24 квоти, які були розділені наступним чином::
- 1 квота для країни-господарки Японії.
- 3 квоти розіграно на Африканському кваліфікаційному турнірі.
- 5 квот розіграно на Азійському і океанському кваліфікаційному турнірі.
- 6 квот розіграно на Європейському кваліфікаційному турнірі.
- 4 квоти мали бути розіграні на Американському кваліфікаційному турнірі, який був скасований. Ці квоти були розподілені між спортсменами з найвищим рейтингом, які мали брати участь у цих змаганнях.
- 4 квоти мали бути розіграні на Світовому кваліфікаційному турнірі, який був скасований. Ці квоти були розділені між спортсменами з найвищим рейтингом, по одній квоті на континент (Африка, Азія і Океанія, Європа, Америка).
- 1 квоту отримав спортсмен на запрошення тристоронньої комісії.

Окрім цього, Елдріка Селла Родрігеса, який представляє Команду біженців, також було запрошено, через шо кількість учасників збільшилася до 25. 

## Розклад
| Дата                     | Час (UTC−3)             | Раунд        |
| ------------------------ | ----------------------- | ------------ |
| Понеділок, 26 липня 2021 | 11:00—14:00 17:00—20:00 | Перший раунд |
| Четвер, 29 липня 2021    | 11:00—14:00 17:00—20:00 | Другий раунд |
| Неділя, 1 серпня 2021    | 11:00—14:00 17:00—20:00 | Чвертьфінали |
| Четвер, 5 серпня 2021    | 11:00—14:00             | Півфінали    |
| Субота, 7 серпня 2021    | 11:00—14:00             | Фінал        |

## Сіяні спортсмени
| 1. Олександр Хижняк (UKR) 2. Гліб Бакши (ROC) | 1. Еберт Консейсау (BRA) 2. Еумір Марсіаль (PHI) |

Олімпійський чемпіон 2016 року в середній ваговій категорії Арлен Лопес не захищав свій статус олімпійського чемпіона у середній вазі, оскільки на іграх у Токіо виступав у наступній ваговій категорії. Узбек Бектемір Мелікузієв та мексиканець Місаель Родрігес, які були срібним та бронзовим призером попередніх ігор, перейшли виступати у професіонали. Ще один бронзовий призер, азербайджанець Камран Шахсуварлі, не зумів пройти кваліфікацію.
До головних фаворитів вагової категорії до 75 кг відносилися українець Олександр Хижняк та росіянин Гліб Бакши, який також виступав за збірну України, але після окупації Росією Автономної Республіки Крим змінив громадянство. Обидва ці боксери ставали чемпіонами світу: Хижняк у 2017 році, а Бакши у 2019 році. Варто відзначити, що чемпіонат світу 2019 року відбувався у Росії, через що український спортсмен на ньому не виступав. В особистих зустрічах перемагав українець. Перша перемога відбулася на Європейських іграх 2019 року на стадії чвертьфіналу. Друга перемога відбулася у червні 2021 року в фіналі Європейського кваліфікаційного відбору. Саме ця перемога дозволила українцю випередити конкурента в рейтингу.
Третій номер посіву автоматично отримав найсильніший боксер Південної та Північної Америки, бразильський боксер Еберт Консейсау, який ставав бронзовим призером чемпіонату світу 2019 року.
Четвертий номер посіву отримав філіппінський боксер Еумір Марсіаль, який ставав срібним призером чемпіонату світу 2019 року, а також переміг на Азійському кваліфікаційному відборі.
Серед несіяних спортсменів можна відзначити казахського боксера Абільхана Аманкула, який ставав призером чемпіонатів світу, Азії та Азійських ігор. Призер чемпіонату світу та Панамериканських ігор Трой Айслі та призер Європейських ігор Андрей Чемес також були серед претендентів на медалі.

## Змагання
|  | Перший раунд                | Перший раунд |  |  | Другий раунд             | Другий раунд |                          |                        | Чвертьфінали | Чвертьфінали |  |  | Півфінали | Півфінали |  |  | Фінал | Фінал |
|  |                             |              |  |  |                          |              |                          |                        |              |              |  |  |           |           |  |  |       |       |
|  |                             |              |  |  |                          |              |                          |                        |              |              |  |  |           |           |  |  |       |       |
|  |                             |              |  |  | Олександр Хижняк (UKR)   | 5            |                          |                        |              |              |  |  |           |           |  |  |       |       |
|  | Шахін Мусаві (IRI)          | 2            |  |  | Юїто Морівакі (JPN)      | 0            |                          |                        |              |              |  |  |           |           |  |  |       |       |
|  | Юїто Морівакі (JPN)         | 3            |  |  |                          |              |                          | Олександр Хижняк (UKR) | 4            |              |  |  |           |           |  |  |       |       |
|  | Франциско Верон (ARG)       | 5            |  |  | Еурі Седеньо (DOM)       | 1            |                          |                        |              |              |  |  |           |           |  |  |       |       |
|  | Адам Чартой (SWE)           | 0            |  |  | Франциско Верон (ARG)    | 2            |                          |                        |              |              |  |  |           |           |  |  |       |       |
|  | Елдрік Селла Родрігес (ROT) |              |  |  | Еурі Седеньо (DOM)       | 3            |                          |                        |              |              |  |  |           |           |  |  |       |       |
|  | Еурі Седеньо (DOM)          | RSC          |  |  |                          |              |                          | Олександр Хижняк (UKR) | 3            |              |  |  |           |           |  |  |       |       |
|  |                             |              |  |  | Еумір Марсіаль (PHI)     | 2            |                          |                        |              |              |  |  |           |           |  |  |       |       |
|  |                             |              |  |  | Арман Дарчинян (ARM)     | 5            |                          |                        |              |              |  |  |           |           |  |  |       |       |
|  | Аарон Прінс (TTO)           | 0            |  |  | Андрей Чемес (SVK)       | 0            |                          |                        |              |              |  |  |           |           |  |  |       |       |
|  | Андрей Чемес (SVK)          | 4            |  |  |                          |              | Арман Дарчинян (ARM)     |                        |              |              |  |  |           |           |  |  |       |       |
|  | Юнес Немучі (ALG)           | 5            |  |  | Еумір Марсіаль (PHI)     | KO           |                          |                        |              |              |  |  |           |           |  |  |       |       |
|  | Кавума Давід Ссемуджу (UGA) | 0            |  |  | Юнес Немучі (ALG)        |              |                          |                        |              |              |  |  |           |           |  |  |       |       |
|  |                             |              |  |  | Еумір Марсіаль (PHI)     | RSC–I        |                          |                        |              |              |  |  |           |           |  |  |       |       |
|  |                             |              |  |  |                          |              |                          | Олександр Хижняк (UKR) |              |              |  |  |           |           |  |  |       |       |
|  |                             |              |  |  | Еберт Консейсау (BRA)    | KO           |                          |                        |              |              |  |  |           |           |  |  |       |       |
|  |                             |              |  |  | Еберт Консейсау (BRA)    | 3            |                          |                        |              |              |  |  |           |           |  |  |       |       |
|  | Ашиш Кумар (IND)            | 0            |  |  | Тохтарбек Танатхан (CHN) | 2            |                          |                        |              |              |  |  |           |           |  |  |       |       |
|  | Тохтарбек Танатхан (CHN)    | 5            |  |  |                          |              | Еберт Консейсау (BRA)    | 3                      |              |              |  |  |           |           |  |  |       |       |
|  | Фанат Кахрамонов (UZB)      | 5            |  |  | Абільхан Аманкул (KAZ)   | 2            |                          |                        |              |              |  |  |           |           |  |  |       |       |
|  | Георгій Карабадзе (GEO)     | 0            |  |  | Фанат Кахрамонов (UZB)   | 0            |                          |                        |              |              |  |  |           |           |  |  |       |       |
|  |                             |              |  |  | Абільхан Аманкул (KAZ)   | 5            |                          |                        |              |              |  |  |           |           |  |  |       |       |
|  |                             |              |  |  |                          |              | Еберт Консейсау (BRA)    | 4                      |              |              |  |  |           |           |  |  |       |       |
|  |                             |              |  |  | Гліб Бакши (ROC)         | 1            |                          |                        |              |              |  |  |           |           |  |  |       |       |
|  |                             |              |  |  | Даррел Валсейнт-мл (HAI) | 4            |                          |                        |              |              |  |  |           |           |  |  |       |       |
|  | Девід Тшама (COD)           | 3            |  |  | Девід Тшама (COD)        | 1            |                          |                        |              |              |  |  |           |           |  |  |       |       |
|  | Вілфред Нценгуе (CMR)       | 2            |  |  |                          |              | Даррел Валсейнт-мл (HAI) | 0                      |              |              |  |  |           |           |  |  |       |       |
|  | Трой Айслі (USA)            | 5            |  |  | Гліб Бакши (ROC)         | 5            |                          |                        |              |              |  |  |           |           |  |  |       |       |
|  | Віталій Бондаренко (BLR)    | 0            |  |  | Трой Айслі (USA)         | 2            |                          |                        |              |              |  |  |           |           |  |  |       |       |
|  |                             |              |  |  | Гліб Бакши (ROC)         | 3            |                          |                        |              |              |  |  |           |           |  |  |       |       |
|  |                             |              |  |  |                          |              |                          |                        |              |              |  |  |           |           |  |  |       |       |